# L.D. 50
L.D. 50 é o álbum de  estreia da banda de metal alternativo Mudvayne, lançado em 22 de agosto de 2000, pela Epic Records.[carece de fontes?] O álbum foi produzido por GGGarth, e também conta com a participação de Shawn Crahan da banda Slipknot como produtor executivo. O título do álbum se refere ao L.D. 50 ou dose fatal mediana, que é um termo toxicológico dado a qualquer substância tóxica que chegue a matar pelo menos 50% de uma população testada.
Em 2020, a revista Metal Hammer o elegeu como um dos 20 melhores álbuns de metal de 2000.

## Faixas
1. "Monolith" — 1:52
2. "Dig" — 2:43
3. "Internal Primates Forever" — 4:25
4. "-1" — 3:58
5. "Death Blooms" — 4:52
6. "Golden Ratio" — 0:54
7. "Cradle" — 5:14
8. "Nothing to Gein" — 5:29
9. "Mutatis Mutandis" — 1:43
10. "Everything and Nothing" — 3:14
11. "Severed" — 6:33
12. "Recombinant Resurgence" — 2:00
13. "Prod" — 6:03
14. "Pharmaecopia" — 5:34
15. "Under My Skin" — 3:47
16. "(k)Now F(orever)" — 7:06
17. "Lethal Dosage" — 2:59

## Créditos
- Chad Gray — Vocal
- Greg Tribbett — Guitarrra
- Ryan Martinie — Baixo
- Matthew McDonough — Bateria
- GGGarth — Produção, Engenheiro, Manipulação de som eletro-orgânica
- Andy Wallace — Mixagem
- Steve Richards — Produtor executivo
- Shawn Crahan — Produtor executivo
- Andre Wahl — Engennheiro, Manipulação de som eletro-orgânica
- Chris Vaughan-Jones — Engenheiro
- Ben Kaplan — Engenheiro
- Dean Maher — Engenheiro
- Scott Ternan — Assistant Engenheiro
- Alex Aligizakis — Engenheiro assistente
- Paul Forgues — Engenheiro assistente
- Zak Blackstone — Engenheiro assistente
- Steve Sisco — Engenheiro assistente de mixagem
- Howie Weinberg — Masterização
- Richard Leighton — Técnico de guitarras
- Chris Crippin — Técnico de bateria
- Chris Potter — Suporte técnico
- Ron Vermuelen — Suporte técnico